# Aneflus pilosicornis
Aneflus pilosicornis är en skalbaggsart som beskrevs av Chemsak och Linsley 1965. Aneflus pilosicornis ingår i släktet Aneflus och familjen långhorningar.
Artens utbredningsområde är:
- Costa Rica.
- Guatemala.

Inga underarter finns listade i Catalogue of Life.